# بدهی (فیلم ۲۰۱۰)
بدهی (انگلیسی: The Debt) فیلمی به کارگردانی جان مدن است که در سال ۲۰۱۰ منتشر شد.

## بازیگران
- هلن میرن
- تام ویلکینسون
- کیران هایندز
- جسیکا چستین
- مارتون سوکاس
- سم ورتینگتون